# Miguel Ximenes de Mello Filho
«Miguel Ximenes». Memória Política de Santa Catarina
Miguel Ximenes de Mello Filho (Tubarão, 5 de setembro de 1948) é um advogado e político brasileiro.
Filho de Jurema Tonom Ximenes de Melo e Miguel Ximenes de Melo, governador nomeado de Roraima, quando Território Federal do Rio Branco. Casou com Sônia Marques.
Foi prefeito de Tubarão, de 1983 a 1988. Nas eleições de 1990 foi candidato a deputado estadual para a Assembleia Legislativa de Santa Catarina pelo Partido do Movimento Democrático Brasileiro (PMDB), eleito com 13.232 votos, assumindo o cargo na 12ª legislatura (1991 — 1995). Nas eleições de 1994 concorreu à reeleição, obtendo 15.408 votos e ficou na posição de suplente, sendo convocado e tomando posse na 13ª Legislatura (1995-1999).